# Mediorhynchus petrochenkoi
Mediorhynchus petrochenkoi är en hakmaskart som beskrevs av Gvosdev och Soboleva 1966. Mediorhynchus petrochenkoi ingår i släktet Mediorhynchus och familjen Giganthorhynchidae. Inga underarter finns listade i Catalogue of Life.